# Zorlu Holding
Zorlu Holding A.Ş. è un conglomerato multinazionale turco operante principalmente nei settori industriale, elettronico, energetico e finanziario. Il gruppo ha sede a Istanbul, nel distretto europeo di Şişli.

## Storia
Hacı Mehmet Zorlu (1919-2005), commerciante di tessuti, fondò nel 1953 a Babadağ un piccolo laboratorio tessile. Le attività dell'impresa si espandono poco tempo dopo, e perciò vengono aperti due negozi a Trebisonda (1960) e Istanbul (1970), per commercializzare i tessuti prodotti dalla fabbrica. Nel 1973, vennero prodotte le prime tovaglie e piumini con il marchio TAÇ, mentre invece diversi anni più tardi, nel 1976, a Bursa venne fondata la Korteks, che nel giro di pochi anni divenne il maggior produttore tessile nazionale, ed esportatore in molti paesi.
Nel 1990, Ahmet e Zeki Zorlu, figli di Hacı Mehmet, fondano a Şişli la Zorlu Holding A.Ş., e attraverso questa società cominciano a espandere le attività di famiglia: nel 1993 fa ingresso nel settore energetico con la fondazione della Zorlu Energy, e l'anno successivo, nel 1994, rileva Vestel, azienda in amministrazione controllata produttrice di elettronica di consumo e di elettrodomestici. Nel 1997, il Gruppo Zorlu rileva la banca privata DenizBank, facendo così ingresso nel settore finanziario.
Negli anni 2000, le aziende controllate dalla Zorlu Holding crescono rapidamente in termini di dimensioni e di fatturato, in modo particolare Vestel che diventa una delle maggiori aziende operanti nel proprio settore a livello mondiale.

## Informazioni e dati
Zorlu Holding A.Ş. è una holding conglomerata  con sede a Istanbul, che attraverso le oltre 60 consociate opera in vari settori, e in modo particolare nell'elettronica di consumo, negli elettrodomestici, nel settore della mobilità elettrica, nel settore dell'energia (anche geotermica) nel tessile, nell'immobiliare e nel metallurgico-minerario.
Azionista di riferimento è Ahmet Nazif Zorlu, che detiene il 49% delle quote, altri azionisti sono il nipote Olgun Zorlu con il 32%, il padre di quest'ultimo Zeki con 15%, e il resto da sette membri della famiglia con l'1% ciascuno. Nel 2019, la holding contava 30 102 dipendenti, realizzava un fatturato consolidato di 30,7 miliardi di lire turche (pari a 3,5 miliardi di dollari statunitensi e a 2,9 miliardi di euro), un utile netto consolidato di 3,5 miliardi (pari a 402,8 milioni di dollari statunitensi e a 330,3 milioni di euro), un EBITDA di 5,3 miliardi (pari a 614,7 milioni di dollari statunitensi e a 504,2 milioni di euro). Nello stesso anno il patrimonio netto era di 63,2 miliardi di lire turche (pari a 7,3 miliardi di dollari statunitensi e a 6 miliardi di euro), e il rapporto di esportazione era del 51,2%.
Le principali aziende del Gruppo sono:
- Vestel Elektronik Sanayi ve Ticaret A.Ş., fondata nel 1983, operante nella produzione di elettronica di consumo e di elettrodomestici, terzo gruppo mondiale per produzione soprattutto di Smart TV (che conta 26 consociate (di cui la maggiore è la Vestel Beyaz Eşya Sanayi ve Ticaret A.Ş), maggiore azienda turca del settore controllata dalla Zorlu Holding per il 73,67% e quotata alla Borsa di Istanbul, che rappresenta la più grande delle aziende del Gruppo in termini di dimensioni e dati finanziari[1]. Vestel produce e distribuisce per i mercati mondiali importanti marchi dell’elettronica sotto accordi di brand licensing come Telefunken, Hitachi, Toshiba, JVC, Sharp e Panasonic.
- Zorluteks Tekstil Ticaret ve Sanayi A.Ş. e Korteks Mensucat Sanayi ve Ticaret A.Ş., che assieme formano la Zorlu Textiles Group, che conta complessivamente circa 7 000 dipendenti, ed è la maggiore azienda turca del settore.[1] Opera con i marchi TAÇ, Linens, Valeron, Biancaluna, Kristal, Casabel, Brielle, Pierre Cardin ed esporta in 40 paesi[1];
- Zorlu Enerji Elektrik Üretim A.Ş., fondata nel 1993, opera nella produzione e la distribuzione di energia elettrica.[1] Quotata in borsa, è controllata da Zorlu Holding per il 48,7%.[1] Controlla altre aziende turche che operano nello stesso settore e nella produzione del gas.[1] Nel 2019, impiegava 2 958 addetti e ha realizzato un fatturato di 8,3 miliardi di lire turche (pari a 976,1 milioni di dollari statunitensi e a 800,6 milioni di euro)[1].
- Zorlu Energy Solutions, ZES, parte di Zorlu Energy, Società attiva a livello internazionale nella produzione, commercializzazione e installazione di infrastrutture di ricarica per veicoli elettrici, operante sui mercati pubblici e privati sia come CPO (Charging Point Operator) sia come E-Mobility Service Provider (eMSP)
- Zorlu Gayrimenkul Geliştirme A.Ş. e Zorlu Yapı Yatırım A.Ş., fondate nel 2006, che formano assieme la Zorlu Real Estate e operano nel settore immobiliare.[1] Nel 2019, impiegavano complessivamente 954 dipendenti e il fatturato complessivo era di 965 milioni di lire turche (pari a 112,5 milioni di dollari statunitensi e a 92,2 milioni di euro)[1];
- Meta Nikel Kobalt A.Ş.,  fondata nel 2000 e passata alla Zorlu Holding nel 2007, opera nell'estrazione e nella lavorazione del nichel e del cobalto.[1] Al 2019, impiegava 637 addetti.[1]

Il Gruppo Zorlu opera altresì con altre piccole società che contano complessivamente 580 dipendenti, nei settori turistico-alberghiero, factoring e dei trasporti. Inoltre ha una partecipazione con una quota del 19% nella casa automobilistica TOGG.